# إيفا شلوس
إيفا غايرينر شلوس (بالألمانية: Eva Schloss)‏ (ولد في 11 مايو 1929) كاتبة مذكرات ناجينة من المحرقة وابنة أوتو فرانك، والد مارغو وآنا فرانك.

## روابط خارجية
- نصوص عن إيفا شلوس في فهرس مكتبة ألمانيا الوطنية
- موقع إيفا شلوس , إيفا شلوس.كوم; الوصول 26 سبتمبر 2014.
- آن سيبا: "قصة إيفا شلوس، شقيقة آن فرانك مجلة ذي تايمز, 6 يناير 2009.
- كانديس كريجر: "إيفا شلوس تستخدم تجربتها في أوشفيتز والنازيين لمكافحة الجريمة سكين", وقائع اليهودية, 28 أغسطس 2008.
- Ori Golan: "Anne Frank: A Stepsister’s Story", The Jewish Journal of Greater Los Angeles; accessed 26 September 2014.
- "Remembering Anne Frank", cnn.com; accessed 26 September 2014.